# Dyemus
Dyemus is een kevergeslacht uit de familie van de boktorren (Cerambycidae). De wetenschappelijke naam van het geslacht werd voor het eerst geldig gepubliceerd in 1864 door Pascoe.

## Soorten
Dyemus omvat de volgende soorten:
- Dyemus basicristatus Breuning, 1938
- Dyemus puncticollis Pascoe, 1864
- Dyemus purpureopulcher (Gilmour, 1948)
- Dyemus undulatolineatus Breuning, 1938